# Gerhard Friedrich Müller
Gerhard Friedrich Müller (rusky Герард Фридрих, též Фёдор Иванович Миллер; 29. října 1705, Herford – 22. října (11. října podle juliánského kalendáře) 1783, Moskva) byl německý historik, cestovatel a geograf působící v Rusku.

## Život
Müller, pocházející z vestfálského Herfordu, vystudoval literaturu a historii na univerzitě v Lipsku. Roku 1725 odešel do Petrohradu vyučovat historii a latinu. V roce 1730 byl jmenován řádným profesorem Ruské akademie věd. V letech 1733 až 1743 se podílel na průzkumu ruského Dálného východu jako účastník druhé kamčatské expedice Vituse Beringa.
Roku 1747 byly převedeny humanitní vědy z Petrohradské akademie věd do univerzity při akademii a jejím rektorem se stal právě německý historik Gerhard Friedrich Müller. Stejně jako jeho předchůdce v akademii Bayer se zabýval staršími ruskými dějinami. Již dříve, roku 1732, začal vydávat německý překlad Nestorovy kroniky v prvním ruském historickém časopise a časem se také on vyslovil k počátkům Rusů. Roku 1749 zazněla jeho přednáška na téma počátky kmene a jména Rusů, ale kvůli odporu Rusů, především Lomonosova proti této tzv. normanské teorii, vyšla jeho stať Origines gentis et nominis Russorum tiskem teprve roku 1772.
Nejcennějším a dosud aktuálním Müllerovým přínosem je shromáždění množství pramenů k dějinám Sibiře, které také jako první sepsal. Velké zásluhy měl také na publikaci pramenů, jejichž zveřejňování tiskem nebylo v té době v Rusku samozřejmostí – až do 18. století se knihtisk používal jen pro vydávání teologické literatury nebo publikaci úředních dokumentů. Petr I. sice zamýšlel vydat staré rukopisy tiskem, ale jeho plán se neuskutečnil pro odpor církevních kruhů. Ke změně došlo teprve za Kateřiny II. Jako cizinka zdůrazňovala carevna příchylnost ke všemu ruskému a tedy i svůj zájem o ruské dějiny. Díky její podpoře mohla začít vycházet edice Drevňaja Rossijskaja Vivliofika (Bibliothéka), o kterou se zasloužil mimo jiné právě také Müller.